# Dejan Judež
Dejan Judež, slovenski smučarski skakalec, 2. avgust 1990, Trbovlje.
Judež je leta 2011 zmagal tako na posamični tekmi slovenskega državnega prvenstva, kot tudi ekipni s klubom SK Triglav. 18. marca 2011 je prvič nastopil na tekmi svetovnega pokala in s 25-im mestom osvojil svojo prvo uvrstitev med dobitnike točk.